# Mastogenius crenulatus
Mastogenius crenulatus är en skalbaggsart som beskrevs av Knull 1934. Mastogenius crenulatus ingår i släktet Mastogenius och familjen praktbaggar. Inga underarter finns listade i Catalogue of Life.